# Esquimaux Management
Esquimaux Management, o Eskvímó, fue una discográfica independiente de Islandia creada hacia 1981 por el reconocido compositor Hilmar Örn Hilmarsson y Gunnar Ruðni Agnarsson, mánager de la banda de new wave Þeyr.

la compañía estaba a cargo del lanzamiento de los álbumes de Þeyr así como también de publicaciones impresas. Además, sus propietarios actuaron en presentaciones con bandas británicas como Eyeless in Gaza, entre otras.
Esquimaux se disolvió en 1983 con la separación de Þeyr. En 2001 el nombre de esta compañía vuelve a aparecer en Mjötviður til Fóta, el álbum del 20.º aniversario de Þeyr, para reflejar su importancia en tiempos pasados, aunque en realidad se encontraba fuera de operaciones y la producción de este álbum estuvo a cargo de los exintegrantes de Þeyr y amigos.